# Lichenopeltella cetrariicola
Lichenopeltella cetrariicola är en lavart som först beskrevs av William Nylander och fick sitt nu gällande namn av R. Sant. 1989. 
Lichenopeltella cetrariicola ingår i släktet Lichenopeltella och familjen Microthyriaceae.  Arten är reproducerande i Sverige. Inga underarter finns listade i Catalogue of Life.